# Творець (фільм, 2023)
«Творець» (англ. The Creator) — американський науково-фантастичний фільм за сценарієм, режисурою та продюсуванням Гарета Едвардса. У головних ролях: Джон Девід Вашингтон, Джемма Чан, Еллісон Дженні, Стерджіл Сімпсон, Марк Менчака і Кен Ватанабе. Прем'єра фільму відбулася в США 26 вересня 2023 року.

## Сюжет
У 2055 році штучний інтелект, створений урядом США, підриває ядерну боєголовку над Лос-Анджелесом, Каліфорнія. У відповідь США та їхні західні союзники зобов'язуються знищити всі носії штучного інтелекту на Землі. Їхнім зусиллям чинить опір Нова Азія, країна в Азії, люди якої продовжують приймати роботів із ШІ, попри обурення Заходу. Збройні сили США в 2065 році розпочинають широку військову кампанію проти штучного інтелекту, прагнучи вбити «Нірмату», таємничого архітектора, який стоїть за досягненнями штучного інтелекту в Новій Азії. Для цього діє космічна станція NOMAD (Північноамериканська орбітальна мобільна аерокосмічна оборона), здатна здійснювати атаки з орбіти.
Сержанта Джошуа Тейлора відправляють як агента під прикриттям у Нову Азію. Там він одружується з Маєю, яку армія США вважає донькою Нірмати. Коли війська США вриваються в дім Тейлора, розкриваючи його прикриття, вагітна Мая гине під час удару з NOMAD.
Через п'ять років Тейлор працює в команді ліквідаторів вибуху в Лос-Анджелесі. До нього звертаються генерал Ендрюс і полковник Хавелл з армії США, які кажуть йому, що Мая жива, і залучають його для розвідувальної місії, щоб знищити нову зброю, розроблену Нірматою. У Новій Азії під час рейду до лабораторії Нірмати Тейлор виявляє, що зброєю є дівчинка-робот «Альфа-О», здатна дистанційно керувати технологіями. NOMAD запускає ракету по лабораторії, внаслідок вибуху Тейлор і його товариш Шиплі опиняються на ворожій території разом з «Альфою-О». Їм вдається зв'язатися з Хавелл, яка наказує вбити дівчинку-робота. Проте Тейлор не наважується це зробити, побачивши малюнок «Альфи-О», що нагадує йому про Маю. Сподіваючись врятувати пораненого Шиплі, Тейлор і Альфа-О приїжджають у місто в пошуках Дрю, друга і колишнього товариша Тейлора. Але дорогою Шиплі помирає, а Хавелл зчитує його останні спогади.
Вивчаючи код ШІ Альфи-О, названої «Альфі» Дрю каже Тейлору, що вона здатна стати найпотужнішою зброєю на планеті, оскільки її здібності зростають експоненційно. Азійська поліція атакує квартиру Дрю, вбиваючи його подругу-робота Камі, коли наближаються Хавелл і член загону Макбрайд. Тейлор знаходить маяк Маї, але не виявляє її саму, і група знову зазнає атаки. Перед загибеллю Дрю каже Тейлору, що Мая — це і є «Нірмата». Тейлора та Альфі захоплюють сили Нової Азії на чолі з Гаруном, роботом-солдатом і колишнім союзником Тейлора під час його таємної операції. Їх доставляють до села, населеного роботами.
Харун стверджує, що трагедія в Лос-Анджелесі була спричинена помилкою в програмі, і що уряд США несправедливо поклав провину на штучний інтелект, який хоче мирно співіснувати з людством. Як він пояснює, Мая стала наступницею Нірмати після смерті батька. Тейлор і Альфі планують втекти з села, коли нападає Хавелл і армія США. Альфі користується своїми здібностями, але її пошкоджує Макбрайд. Дівчинку відправляють до Маї, яка досі перебуває в комі. Тоді виявляється, що Альфі створено за зразком ненародженій дитині Маї. Тейлор відключає Майю від апарата життєзабезпечення, коли Хавелл та її війська наздоганяють його. Гарун дає відсіч нападникам, і каже Тейлору, що NOMAD треба знищити, щоб покласти край конфлікту між людьми та ШІ.
Тейлора та Альфі захоплюють війська США і доставляють до Лос-Анджелеса, де Тейлора змушують убити Альфі за допомогою електрошокера. Однак пізніше Ендрюс виявляє, що це обман і Тейлор з Альфі тікають на космічному човнику. Альфі змушує човник стикуватися зі станцією NOMAD. Коли Ендрюс наказує NOMAD розпочати широкомасштабний штурм решти баз ШІ по всьому світу, Тейлор закладає на станції вибухівку. Перш ніж він з Альфі змогли б утекти, Ендрюс активує робота зі щупальцями, який перешкоджає потрапити в рятувальну капсулу. Альфі використовує чип з пам'яттю Маї, щоб ненадовго оживити її в тілі робота, а Тейлор катапультує дівчинку на Землю. Пара востаннє обіймається та цілується, після чого станція вибухає. Альфі благополучно приземляється та приєднується до інших роботів.

## У ролях
| Актор                | Роль             |
| -------------------- | ---------------- |
| Джон Девід Вашингтон | Джошуа           |
| Мадлен Юна Войлес    | Альфі            |
| Джемма Чан           | Мая              |
| Ватанабе Кен         | Харун            |
| Стерджілл Сімпсон    | Дрю              |
| Еллісон Дженні       | полковник Хавелл |
| Ральф Айнесон        | генерал Ендрюс   |
| Марк Менчака         | Макбрайд         |
| Вероніка Нго         | Камі             |

## Виробництво
У лютому 2020 року Гарет Едвардс підписав контракт на режисуру та написання сценарію задля науково-фантастичного проєкту без назви для New Regency. У травні 2021 року було оголошено, що головну роль зіграє Джон Девід Вашингтон, і стала відома робоча назва фільму — «True Love». У червні 2021 року Джемма Чан, Денні Макбрайд і Бенедикт Вонг вступили в переговори. Причетність Чана і Вонга була підтверджена в січні 2022 року, до акторського складу приєдналися Еллісон Дженні, Стерджіл Сімпсон і Марк Менчака. Повідомлялося, що Сімпсон перейде на посаду Макбрайда, який пішов через конфлікти в розкладі. У лютому 2022 року до акторського складу приєднався Кен Ватанабе, щоб замінити Бенедикта Вонга, який був змушений залишити роботу через конфлікти в розкладі.
Зйомки розпочалися в Таїланді 17 січня 2022 року, а Грейг Фрейзер та Орен Соффер виступили операторами. Фільм вийшов в український прокат 28 вересня 2023 року.

## Сприйняття
На агрегаторі рецензій Rotten Tomatoes «Творець» зібрав 66 % схвальних рецензій критиків і 76 % позитивних оцінок пересічних глядачів. Консенсус критиків стверджує: «Візуально приголомшливий і наповнений вражаючими декораціями, „Творець“ подає своєчасну, добре зіграну наукову фантастику, яка задовольна на поточний момент, навіть якщо їй бракує змісту». На Metacritic середня оцінка складає 63 бали зі 100.
Згідно з рецензією Елісон Вілмор на сайті Vulture, зняти фільм, у якому персонажі зі штучним інтелектом є безправною меншістю, безумовно є актуальним у часи дискусій щодо ChatGPT. Однак, фільм зрештою не про штучний інтелект, який слугує тільки символом відмінності. Він про те, як люди виправдовують і раціоналізують свої акти жорстокості. Головна реальна подія, що лежить в основі фільму — це в'єтнамська війна, хоча вагоме значення мають і паралелі з космодесантом із «Чужих» і з кіновсесвітом Marvel. «Творець може бути ефектним дослідженням американської владності та імперіалізму, але він також має ніжне, зболене серце» і перший із фільмів Едвардса, який має потужну емоційну основу, і це стало можливим завдяки головному герою.
Венді Іде для газети «The Guardian», писала, що режисер Гарет Едвардс показує антитезу популярного уявлення про штучний інтелект як загрозу; в його фільмі «погані хлопці» — це люди. «Творець» візуально довершений твір з розумною інтригою, яка змушує глядачів сумніватися в тому, що буде далі, і з поспішним фінальним актом.
Микита Казимиров у рецензії для ITC.ua писав, що Едвардс створив фільм суттєво вищої якості, ніж його попередні роботи. «Творець» запам'ятовується, хоча оригінальності ідей йому все ж бракує. Фільм чудово поєднує класичну азійську естетику з футуристичною спрямованістю, а музика вдало доповнює зображення, завдяки чому має дуже якісний стиль.
Марина Григоренко в УНІАН підсумувала: «Загалом, на відміну від більшості фільмів та серіалів про конфлікт людства та штучного інтелекту, „Творець“ підходить до питання з іншого боку, розглядаючи майбутнє з точки зору гармонійного співіснування обох видів, а не винищення чи домінування одного над іншим». В той же час сама війна зображена нереалістично і фінал, мабуть, розчарує багатьох глядачів.
Валерій Мирний у NV зауважив, що фільм виглядає дорожчим, ніж він є насправді, та цікавий самим фактом свого існування, що демонструє в якому напрямку може рухатися Голлівуд. Це оригінальний продукт, а не продовження чи екранізація. Примітний також оптимізм режисера, що зображає світ, де «люди зможуть прийняти роботів, роботи зможуть не винищити людей, обидва види, на його думку, тільки виграють від співпраці».